# Candle in the Wind
Candle in the Wind is een lied van de Britse popmuzikant Elton John. De tekst werd geschreven door Bernie Taupin.

## Origineel
Het origineel stamt uit 1973 en stond op Elton Johns album Goodbye Yellow Brick Road. In het lied wordt het leven van Marilyn Monroe verteld, die in 1962 overleed. Een van de thema's was het feit dat ze werd uitgebuit door de mensen rondom haar, iets wat haar laatste eenzame jaren tekende. Het nummer verscheen in 1974 op single en behaalde een nummer 11-positie in de Britse hitlijst. In 1988 werd een live-versie uitgebracht die nummer 5 in het Verenigd Koninkrijk behaalde.

## Versie 1997
Op de begrafenis van prinses Diana in 1997 bracht Elton John, die een goede vriend van haar was, een aangepaste versie van het lied ten gehore. Door dit te doen trok hij een overeenkomst tussen de levens van Diana en Monroe. Het nummer werd op single uitgebracht en groeide wereldwijd met ruim 33 miljoenen exemplaren uit tot de best verkochte cd-single aller tijden. In Nederland werden ruim 580.000 singles verkocht, wat destijds gelijk stond aan 7 keer platina. Daarmee is het in Nederland niet alleen de bestverkochte single van 1997, maar van alle tijden. Overigens speelt Elton John deze versie van het lied nooit meer, behalve als Diana's zonen dit zouden vragen. Mocht hij het lied wel spelen, dan is het de versie uit 1973.

## Hitnotering

### Verloop in de Nederlandse en Vlaamse hitlijsten
| "Something About The Way You Look Tonight / Candle In The Wind 1997" in de Nederlandse Top 40 - binnen: 27-09-1997 | "Something About The Way You Look Tonight / Candle In The Wind 1997" in de Nederlandse Top 40 - binnen: 27-09-1997 | "Something About The Way You Look Tonight / Candle In The Wind 1997" in de Nederlandse Top 40 - binnen: 27-09-1997 | "Something About The Way You Look Tonight / Candle In The Wind 1997" in de Nederlandse Top 40 - binnen: 27-09-1997 | "Something About The Way You Look Tonight / Candle In The Wind 1997" in de Nederlandse Top 40 - binnen: 27-09-1997 | "Something About The Way You Look Tonight / Candle In The Wind 1997" in de Nederlandse Top 40 - binnen: 27-09-1997 | "Something About The Way You Look Tonight / Candle In The Wind 1997" in de Nederlandse Top 40 - binnen: 27-09-1997 | "Something About The Way You Look Tonight / Candle In The Wind 1997" in de Nederlandse Top 40 - binnen: 27-09-1997 | "Something About The Way You Look Tonight / Candle In The Wind 1997" in de Nederlandse Top 40 - binnen: 27-09-1997 | "Something About The Way You Look Tonight / Candle In The Wind 1997" in de Nederlandse Top 40 - binnen: 27-09-1997 | "Something About The Way You Look Tonight / Candle In The Wind 1997" in de Nederlandse Top 40 - binnen: 27-09-1997 | "Something About The Way You Look Tonight / Candle In The Wind 1997" in de Nederlandse Top 40 - binnen: 27-09-1997 | "Something About The Way You Look Tonight / Candle In The Wind 1997" in de Nederlandse Top 40 - binnen: 27-09-1997 | "Something About The Way You Look Tonight / Candle In The Wind 1997" in de Nederlandse Top 40 - binnen: 27-09-1997 | "Something About The Way You Look Tonight / Candle In The Wind 1997" in de Nederlandse Top 40 - binnen: 27-09-1997 | "Something About The Way You Look Tonight / Candle In The Wind 1997" in de Nederlandse Top 40 - binnen: 27-09-1997 | "Something About The Way You Look Tonight / Candle In The Wind 1997" in de Nederlandse Top 40 - binnen: 27-09-1997 | "Something About The Way You Look Tonight / Candle In The Wind 1997" in de Nederlandse Top 40 - binnen: 27-09-1997 | "Something About The Way You Look Tonight / Candle In The Wind 1997" in de Nederlandse Top 40 - binnen: 27-09-1997 |
| Week | 1 | 2 | 3 | 4 | 5 | 6 | 7 | 8 | 9 | 10 | 11 | 12 | 13 | 14 | 15 | 16 | 17 | |
| --- | --- | --- | --- | --- | --- | --- | --- | --- | --- | --- | --- | --- | --- | --- | --- | --- | --- | --- |
| Nummer | 1 | 1 | 1 | 1 | 1 | 3 | 8 | 10 | 17 | 19 | 17 | 23 | 23 | 23 | 24 | 16 | 34 | uit |

| "Something About The Way You Look Tonight / Candle In The Wind 1997" in de Nederlandse Mega Top 100 - binnen: 20-09-1997 | "Something About The Way You Look Tonight / Candle In The Wind 1997" in de Nederlandse Mega Top 100 - binnen: 20-09-1997 | "Something About The Way You Look Tonight / Candle In The Wind 1997" in de Nederlandse Mega Top 100 - binnen: 20-09-1997 | "Something About The Way You Look Tonight / Candle In The Wind 1997" in de Nederlandse Mega Top 100 - binnen: 20-09-1997 | "Something About The Way You Look Tonight / Candle In The Wind 1997" in de Nederlandse Mega Top 100 - binnen: 20-09-1997 | "Something About The Way You Look Tonight / Candle In The Wind 1997" in de Nederlandse Mega Top 100 - binnen: 20-09-1997 | "Something About The Way You Look Tonight / Candle In The Wind 1997" in de Nederlandse Mega Top 100 - binnen: 20-09-1997 | "Something About The Way You Look Tonight / Candle In The Wind 1997" in de Nederlandse Mega Top 100 - binnen: 20-09-1997 | "Something About The Way You Look Tonight / Candle In The Wind 1997" in de Nederlandse Mega Top 100 - binnen: 20-09-1997 | "Something About The Way You Look Tonight / Candle In The Wind 1997" in de Nederlandse Mega Top 100 - binnen: 20-09-1997 | "Something About The Way You Look Tonight / Candle In The Wind 1997" in de Nederlandse Mega Top 100 - binnen: 20-09-1997 | "Something About The Way You Look Tonight / Candle In The Wind 1997" in de Nederlandse Mega Top 100 - binnen: 20-09-1997 | "Something About The Way You Look Tonight / Candle In The Wind 1997" in de Nederlandse Mega Top 100 - binnen: 20-09-1997 | "Something About The Way You Look Tonight / Candle In The Wind 1997" in de Nederlandse Mega Top 100 - binnen: 20-09-1997 | "Something About The Way You Look Tonight / Candle In The Wind 1997" in de Nederlandse Mega Top 100 - binnen: 20-09-1997 | "Something About The Way You Look Tonight / Candle In The Wind 1997" in de Nederlandse Mega Top 100 - binnen: 20-09-1997 | "Something About The Way You Look Tonight / Candle In The Wind 1997" in de Nederlandse Mega Top 100 - binnen: 20-09-1997 | "Something About The Way You Look Tonight / Candle In The Wind 1997" in de Nederlandse Mega Top 100 - binnen: 20-09-1997 | "Something About The Way You Look Tonight / Candle In The Wind 1997" in de Nederlandse Mega Top 100 - binnen: 20-09-1997 | "Something About The Way You Look Tonight / Candle In The Wind 1997" in de Nederlandse Mega Top 100 - binnen: 20-09-1997 | "Something About The Way You Look Tonight / Candle In The Wind 1997" in de Nederlandse Mega Top 100 - binnen: 20-09-1997 | "Something About The Way You Look Tonight / Candle In The Wind 1997" in de Nederlandse Mega Top 100 - binnen: 20-09-1997 | "Something About The Way You Look Tonight / Candle In The Wind 1997" in de Nederlandse Mega Top 100 - binnen: 20-09-1997 | "Something About The Way You Look Tonight / Candle In The Wind 1997" in de Nederlandse Mega Top 100 - binnen: 20-09-1997 | "Something About The Way You Look Tonight / Candle In The Wind 1997" in de Nederlandse Mega Top 100 - binnen: 20-09-1997 | "Something About The Way You Look Tonight / Candle In The Wind 1997" in de Nederlandse Mega Top 100 - binnen: 20-09-1997 | "Something About The Way You Look Tonight / Candle In The Wind 1997" in de Nederlandse Mega Top 100 - binnen: 20-09-1997 | "Something About The Way You Look Tonight / Candle In The Wind 1997" in de Nederlandse Mega Top 100 - binnen: 20-09-1997 | "Something About The Way You Look Tonight / Candle In The Wind 1997" in de Nederlandse Mega Top 100 - binnen: 20-09-1997 | "Something About The Way You Look Tonight / Candle In The Wind 1997" in de Nederlandse Mega Top 100 - binnen: 20-09-1997 |
| Week | 1 | 2 | 3 | 4 | 5 | 6 | 7 | 8 | 9 | 10 | 11 | 12 | 13 | 14 | 15 | 16 | 17 | 18 | 19 | 20 | 21 | 22 | 23 | 24 | 25 | 26 | 27 | 28 | |
| --- | --- | --- | --- | --- | --- | --- | --- | --- | --- | --- | --- | --- | --- | --- | --- | --- | --- | --- | --- | --- | --- | --- | --- | --- | --- | --- | --- | --- | --- |
| Nummer | 1 | 1 | 1 | 1 | 1 | 1 | 1 | 2 | 4 | 5 | 9 | 10 | 11 | 16 | 18 | 21 | 22 | 29 | 31 | 38 | 47 | 62 | 69 | 68 | 59 | 67 | 69 | 93 | uit |

| "Something About The Way You Look Tonight / Candle In The Wind 1997" in de Vlaamse Ultratop 50 - binnen: 13-09-1997 | "Something About The Way You Look Tonight / Candle In The Wind 1997" in de Vlaamse Ultratop 50 - binnen: 13-09-1997 | "Something About The Way You Look Tonight / Candle In The Wind 1997" in de Vlaamse Ultratop 50 - binnen: 13-09-1997 | "Something About The Way You Look Tonight / Candle In The Wind 1997" in de Vlaamse Ultratop 50 - binnen: 13-09-1997 | "Something About The Way You Look Tonight / Candle In The Wind 1997" in de Vlaamse Ultratop 50 - binnen: 13-09-1997 | "Something About The Way You Look Tonight / Candle In The Wind 1997" in de Vlaamse Ultratop 50 - binnen: 13-09-1997 | "Something About The Way You Look Tonight / Candle In The Wind 1997" in de Vlaamse Ultratop 50 - binnen: 13-09-1997 | "Something About The Way You Look Tonight / Candle In The Wind 1997" in de Vlaamse Ultratop 50 - binnen: 13-09-1997 | "Something About The Way You Look Tonight / Candle In The Wind 1997" in de Vlaamse Ultratop 50 - binnen: 13-09-1997 | "Something About The Way You Look Tonight / Candle In The Wind 1997" in de Vlaamse Ultratop 50 - binnen: 13-09-1997 | "Something About The Way You Look Tonight / Candle In The Wind 1997" in de Vlaamse Ultratop 50 - binnen: 13-09-1997 | "Something About The Way You Look Tonight / Candle In The Wind 1997" in de Vlaamse Ultratop 50 - binnen: 13-09-1997 | "Something About The Way You Look Tonight / Candle In The Wind 1997" in de Vlaamse Ultratop 50 - binnen: 13-09-1997 | "Something About The Way You Look Tonight / Candle In The Wind 1997" in de Vlaamse Ultratop 50 - binnen: 13-09-1997 | "Something About The Way You Look Tonight / Candle In The Wind 1997" in de Vlaamse Ultratop 50 - binnen: 13-09-1997 | "Something About The Way You Look Tonight / Candle In The Wind 1997" in de Vlaamse Ultratop 50 - binnen: 13-09-1997 | "Something About The Way You Look Tonight / Candle In The Wind 1997" in de Vlaamse Ultratop 50 - binnen: 13-09-1997 | "Something About The Way You Look Tonight / Candle In The Wind 1997" in de Vlaamse Ultratop 50 - binnen: 13-09-1997 | "Something About The Way You Look Tonight / Candle In The Wind 1997" in de Vlaamse Ultratop 50 - binnen: 13-09-1997 | "Something About The Way You Look Tonight / Candle In The Wind 1997" in de Vlaamse Ultratop 50 - binnen: 13-09-1997 | "Something About The Way You Look Tonight / Candle In The Wind 1997" in de Vlaamse Ultratop 50 - binnen: 13-09-1997 | "Something About The Way You Look Tonight / Candle In The Wind 1997" in de Vlaamse Ultratop 50 - binnen: 13-09-1997 | "Something About The Way You Look Tonight / Candle In The Wind 1997" in de Vlaamse Ultratop 50 - binnen: 13-09-1997 | "Something About The Way You Look Tonight / Candle In The Wind 1997" in de Vlaamse Ultratop 50 - binnen: 13-09-1997 | "Something About The Way You Look Tonight / Candle In The Wind 1997" in de Vlaamse Ultratop 50 - binnen: 13-09-1997 | "Something About The Way You Look Tonight / Candle In The Wind 1997" in de Vlaamse Ultratop 50 - binnen: 13-09-1997 |
| Week | 1 | 2 | 3 | 4 | 5 | 6 | 7 | 8 | 9 | 10 | 11 | 12 | 13 | 14 | 15 | 16 | 17 | 18 | 19 | 20 | 21 | 22 | 23 | 24 | |
| --- | --- | --- | --- | --- | --- | --- | --- | --- | --- | --- | --- | --- | --- | --- | --- | --- | --- | --- | --- | --- | --- | --- | --- | --- | --- |
| Nummer | 46 | 1 | 1 | 1 | 1 | 1 | 1 | 1 | 2 | 2 | 2 | 4 | 9 | 7 | 9 | 11 | 10 | 11 | 14 | 24 | 29 | 32 | 34 | 42 | uit |

### NPO Radio 2 Top 2000
| Nummer met noteringen in de NPO Radio 2 Top 2000 | '99 | '00 | '01 | '02 | '03 | '04 | '05 | '06 | '07 | '08 | '09 | '10 | '11 | '12 | '13 | '14 | '15 | '16 | '17 | '18  | '19 | '20 | '21 | '22 | '23 | '24  |
| ------------------------------------------------ | --- | --- | --- | --- | --- | --- | --- | --- | --- | --- | --- | --- | --- | --- | --- | --- | --- | --- | --- | ---- | --- | --- | --- | --- | --- | ---- |
| Candle in the Wind 1997                          | 37  | 80  | 293 | 405 | 424 | 372 | 429 | 357 | 376 | 351 | 610 | 475 | 650 | 806 | 777 | 899 | 816 | 888 | 892 | 1038 | 821 | 835 | 791 | 759 | 734 | 1173 |

1. ↑  Een vetgedrukt getal geeft de hoogste notering aan.

- Gemeinsame Normdatei: 7656166-5
- MusicBrainz work: a5215e7d-36e8-3c17-abb7-5fc5e27b2312